# Мурпарк
Мурпарк (англ. Moorpark) – город в штате Калифорния, США. Город стал 62 «лучшим местом для жизни» в США (9 в Калифорнии) по версии журнала Money в 2007 году.

## История
Первоначально территория Мурпарка была населена племенем Чумаши. В 1795 году эта земля, ещё принадлежащая Испанской империи, была отдана трём братьям — Джавьиру, Патрицио и Мигелю Пико.
Мурпарк был основан Робертом Поиндекстером в 1887 году одновременно с созданием двух школ. Позже, в 1904 году, он был соединён с железной дорогой, проходившей по тоннелю через горы Санта Сюзана. От этого, Мурпарк резко увеличился в населении.
В 1912 году в Мурпарке открывается первая высшая школа, в 1921 году открывается отдельное здание для школы, которое, однако, сильно пострадало от землетрясения в 1933 году.
В 1913 году, в Мурпарк проводится электричество. Телефон же появляется лишь в 1952 году. 12 ноября 1957 года Мурпарк оказывается одним из первых городов, который получил электричество от ядерной энергии, хоть и на очень короткое время. В 1972 году жители смогли звонить на длинные расстояния без телефонных операторов.
11 сентября 1967 года открывается Колледж Мурпарка, который был основан в 1963 году.
Мурпарк получил статус города 1 июля 1983 года. Он стал десятым городом округа Вентура. После получения статуса были открыты ещё несколько школ.

## Название
Точное происхождение названия «Мурпарк» не известно, однако большинство исследователей считают, что название произошло от мурпарковского абрикоса, который растёт в этой местности. В своё время, мурпарковский абрикос происходит от поместья Мурпарк в английском графстве Хартфордшир, в котором начали разводить эти фрукты.

## География и население
Мурпарк расположен в южной части штата Калифорния, чуть севернее города Лос-Анджелес. Он располагается на берегах реки Аррайо-Семи. Площадь города составляет 49,9 км², из них 0,6 км² приходится на воду.
| Население Мурпарка по годам | Население Мурпарка по годам | Население Мурпарка по годам |
| --------------------------- | --------------------------- | --------------------------- |
| 1990                        | 2000                        | 2006                        |
| 25 494                      | 31 415                      | 35 668                      |

| Население Мурпарка по возрастам | Население Мурпарка по возрастам | Население Мурпарка по возрастам | Население Мурпарка по возрастам | Население Мурпарка по возрастам | Население Мурпарка по возрастам | Население Мурпарка по возрастам | Население Мурпарка по возрастам | Население Мурпарка по возрастам | Население Мурпарка по возрастам | Население Мурпарка по возрастам | Население Мурпарка по возрастам | Население Мурпарка по возрастам |
| ------------------------------- | ------------------------------- | ------------------------------- | ------------------------------- | ------------------------------- | ------------------------------- | ------------------------------- | ------------------------------- | ------------------------------- | ------------------------------- | ------------------------------- | ------------------------------- | ------------------------------- |
| до 5 лет                        | 5-9 лет                         | 10-14 лет                       | 15-19 лет                       | 20-24 лет                       | 25-34 лет                       | 35-44 лет                       | 45-54 лет                       | 55-59 лет                       | 60-64 лет                       | 65-74 лет                       | 75-84 лет                       | более 84 лет                    |
| 2546                            | 3150                            | 3315                            | 2667                            | 1775                            | 3904                            | 6253                            | 4650                            | 1091                            | 655                             | 854                             | 456                             | 119                             |

В 2000 году население Мурпарка составляло 31 415 человек, из них 15 678 мужчин и 15737 женщин. Средний возраст горожан составляет 31,5 год, однако, среди возрастных групп, больше всего людей от 35 до 44 лет.
Национальный состав города представлен белыми американцами (74,4 %), азиатами (5,6 %), афроамериканцами (1,5 %), коренными американцами (0,5 %), гавайцами (0,1 %), и другими народностями (13,9 %). Испанское или латинское происхождение имеют 27,8 % жителей.
Почти все жители города (31 403 из 31 415) живут в собственных домах, которых в городе 8994. В среднем в одном доме живут 3,49 людей, а средний размер семьи составляет 3,71 человека.
Работу имеют 15 799 человек старше 16 лет, это 72,5 % от всего трудоспособного населения. Средний доход владельцев домов равен 76 642 долларам США, а доход семьи 78 909 $. Доход на душу населения равен 25 383 $. Людей, чей доход ниже прожиточного минимума, — 75, семей — 4,3 %.

## Транспорт
В Мурпарке есть одноимённая железнодорожная станция, которая обслуживается компаниями Amtrak и Metrolink. Станция находится в северной части города.
Через город проходят два государственных шоссе Калифорнии - №23 и №118.
В Мурпарке есть своя собственная автобусная система, которая называется «Moorpark City Transit».

## Образование
Уровень образования в Мурпарке выше чем в среднем по стране - высшую школу заканчивали 15 208 людей, это 84,7 % от числа жителей, и это на 4,3 % больше чем в среднем по США. Из них степень бакалавра имеют 6140 человек (34,2 от населения; на 9,8 % больше чем по с ране). Вторым языком, кроме английского, владеют 8164 человека (28,3 % от населения; на 10,4 % больше чем по стране).

## Интересные факты
- В Мурпарке в 2005 году были обнаружены останки мамонта. Их возраст насчитывает пол-миллиона лет[3].